# GSM Association
GSM Association (GSMA) és l'associació professional d'operadors de telefonia mòbil. Contribueix a l'estandardització, desplegament i promoció del sistema de telefonia mòbil.
La GSMA abasta el 2019 més de 220 països i aplega més de 750 operadors de mòbil d'arreu al món, i uns quatre cents companyies del sector industrial incloent-hi fabricants de terminals, empreses de programari, proveïdors d'equipament, empreses d'internet i organitzacions de multimèdia i continguts. La seu principal es troba a Londres i té delegacions als Estats Units, Xina, Brussel·les, Barcelona, Índia, Kenya i Buenes Aires. Tot i això és una associació sense ànim de lucre de dret suís domicilia a Zuric.
La GSMA organitza a Barcelona l'esdeveniment anual més important del sector, el congrés mundial de telefonia mòbil, el GSMA Mobile World Congress, a més a més d'altres esdeveniments, com ara l'Exposició GSMA Mòbil d'Àsia i la Cimera GSMA Monetària de Mòbils (NFC).

## Història
El 1982, la Conferència europea de les administracions de correus i telecomunicacions (CEPT) va crear el Grup Especial Mòbil (GSM). Els operadors preveien una forta creixença de la demanda de tal servei. El grup va publicar la primer estandard industrial europeu el 1987, que amb el temps va esdevenir la norma de fet per 80% de la població mundial. Aquest grup de treball havia de crear una tecnologia de telefonia mòbil paneuropea. Els assajos amb el nou estandard «2G» per a «2a generació» van començar el 1991. 1G o primera generació era l'estandard analògic NMT (Nordic Mobile Telephone) que datava de 1981. Abans, la transmissió radiofònica amb un sistema que datava final dels anys quaranta del segle xx tenia una capacitat limitada a només 60 converses simultànies per zona telefònica. Finlàndia va estrenar el gener 1992 la primera xarxa pública digital. A final de l'any ja hi havia tretze xarxes europees.
La CEPT tenia una estructura feixuga i només permetia decisions per unanimitat el que alentia massa les decisions per poder respondres als ràpids canvis tecnològics. El 1992 la supervisió del Grup Especial Mòbil es transfereix a Institut Europeu de Normes de Telecomunicacions (ETSI). El grup va ser rebatejar Special Mobile Group i en col·laboració amb la Comissió Europeapot imposar certes normes a tota la Unió Europea. La GSM Association es va crear el 1995 per defendre els interessos del sector que coneixia una pujada ràpida.